# Secrets (гурт)
Secrets (стилізовано SECRETS) — американський металкор/постхардкор гурт, створений у Сан-Дієго, штат Каліфорнія, у 2010 році. Після підписання контракту з Rise Records у 2011 році Secrets випустили дебютний повноформатний альбом The Ascent у січні 2012 року. Платівка дебютувала під № 3 у Billboard Heatseekers Chart і стала першим релізом на лейблі Velocity Records, який з'явився в Billboard Top 200, дебютувавши під № 185.
Після змін у складі у 2013 році гурт випустив другий альбом Fragile Figures у липні. Альбом мав успіх, продавши понад 10 000 копій за перший місяць і посів 59 місце в чарті Billboard 200.

## Історія

### Заснування таThe Ascent(2010—2012)
Secrets було сформовано з колишніх членів A City Serene Ксандера Буржуа, Марка Коха, Джо Інгліша та Майкла Шермана. Однак оригінальний склад розійшовся після того, як вони потрапили в серйозну автомобільну аварію, в результаті якої один учасник впав в кому. У 2010 році вони перетворилися на Secrets і залучили Річарда Роджерса як чистого вокаліста та ритм-гітариста. Гурт швидко підписав контракт із лейблом Rise Records Velocity Records. Хоча спочатку вони планували випустити мініальбом, гурт випустив повноформатний альбом The Ascent (2012). Продюсером цього альбому став Том Денні, колишній учасник A Day to Remember.
Тоді Secrets багато гастролювали, щоб просувати випуск The Ascent. Вони гастролювали з такими гуртами, як Sleeping With Sirens, Attack Attack! і Escape The Fate. Вони також були частиною туру Scream It Like You Mean It у 2012 році. У середині туру басист Марк Кох покинув гурт, щоб повністю зосередитися на своїх шкільних заняттях.

### Fragile Figures(2013—2014)
20 квітня 2013 року ведучий вокаліст Ксандер Буржуа оголосив, що покине гурт, щоб зосередитися на тому, щоб залишатися чистим і тверезим. Він також оголосив, що працюватиме над новим гуртом, який, на його думку, досягне успіху лише в його тверезості. Наприкінці 2013 року він і Кох створили новий гурт The Haven. 30 квітня 2013 року гурт оголосив, що їхнім новим вокалістом стане Аарон Мелцер, колишній член місцевого гурту Author and Finisher. Разом з оголошенням про вокаліста гурт поділився невеликим кліпом нової пісні зі свого другого альбому, який вони записали та випустили під час туру Vans Warped Tour 2013.
8 червня 2013 року Secrets оголосили, що Fragile Figures вийде 23 липня 2013 року. Новий сингл «Ready For Repair» вийшов разом із музичним кліпом 10 червня. «Live Together, Die Alone» вийшов 25 червня 2013 року як рекламний сингл. Попередні замовлення на новий альбом в iTunes зросли 30 червня 2013 року. Новий рекламний сингл «Maybe Next May» вийшов 5 липня 2013 року. 17 липня 2013 року альбом вийшов як стрім альбому на YouTube.
Наприкінці січня 2014 року було оголошено, що вони повернуться на Vans Warped Tour 2014 вдруге. Музичне відео на пісню «Maybe Next May» вийшло 7 квітня 2014 року, включаючи відео фанатів разом із відео гурту.
12 травня 2014 року Майкл Оуенс оголосив у своєму блозі на Tumblr, що покинув гурт.
15 травня гурт опублікував на YouTube демо-версію, яка раніше не публікувалась, під назвою «Unreleased Song 2014». Пізніше стало відомо, що цей трек стане майбутнім треком у спецвипуску Fragile Figures, що містить три нові пісні та ремікс пісні «Ready for Repair». Він вийшов 27 травня 2014 року.
У жовтні та листопаді 2014 Secrets гастролювали з Asking Alexandria, The Ghost Inside та Crown the Empire під час туру From Death To Destiny по Європі та Великобританії. Вони гастролювали з Dance Gavin Dance, Alive Like Me та Defeat the Low у турі The Rise Records з листопада по грудень 2014 року.

### RenditionsEP таEverything That Got Us Here(2015—2016)
У середині грудня гурт був оголошений як супроводжувальний гурт для майбутнього туру The Devil Wears Prada Zombie 5 Tour, а також Born of Osiris і The Word Alive для першого етапу туру. У другому етапі до них приєднається Sleepwave.
На початку 2015 року гурт відіграв кілька синглів із хедлайнерами. Тоді ж вони оголосили про початок роботи над третім альбомом. Гурт грав на Self-Help Fest 7 березня 2015 року.
19 березня 2015 року гурт оголосив, що 7 квітня випустить акустичний мініальбом Renditions (2015). Мініальбом включає три короткі пісні з Fragile Figures, а також новий трек «What's Left of Us».
3 жовтня 2015 року гурт оголосив через Facebook, що Аарон Мелцер залишає гурт і що їхній новий альбом був записаний з Вейдом Волтерсом, який також буде гастролювати з гуртом під час їхнього майбутнього туру.
14 жовтня 2015 року гурт випустив новий сингл Left Behind зі свого майбутнього альбому Everything That Got Us Here (2015). Альбом вийшов 11 грудня 2015 року, а два релізи заплановані на 11 і 12 грудня 2015 року в Південній Каліфорнії. Прем'єра кліпу на другий сингл альбому «Rise Up» відбулася на Billboard.com 10 листопада.
30 травня 2016 року гурт випустив новий трек «Waste Away».

### Secrets(2017—2019)
У травні 2017 року гурт підписав контракт з Made in the Shade records. 1 вересня 2017 року гурт випустив новий сингл Incredible". Реліз супроводжувався кліпом на пісню.
10 листопада 2017 року гурт випустив додатковий сингл «Five Years», а 8 грудня 2017 року вийшло супровідне музичне відео.
Крім того, 8 грудня 2017 року гурт оголосив, що 23 лютого 2018 року вони випустять свій однойменний альбом Secrets. До виходу альбому Secrets випустили кліп на пісню «Strangers» 16 лютого 2018 року.
8 березня 2018 року Secrets опублікували заяву про те, що Майкл Шерман покине гурт з особистих причин після 8 років роботи у гурті, залишивши Річарда Роджерса останнім учасником оригінального складу.
27 березня 2018 року вийшов кліп на пісню «Fourteen», а 4 травня 2018 року — «Sixteen». 26 квітня 2019 року гурт випустив кліп на пісню «The End», що стало шостим відео з альбому та першим, у якому барабанщик Коннор Аллен є постійним учасником гурту.

### Незалежний гурт (2019—2021)
З 2019 по 2021 рік вийшло кілька синглів, зокрема «My Mind, Myself & I», «Comedown», «Iron Hearted» і «Hold On». За словами Річарда Роджерса, «My Mind, Myself & I» обертається навколо теми тривоги, страху та паніки. Офіційне відео для пісні «Hold On» віддає данину пам'яті колишньому екстрім-вокалісту Аарону Мельцеру після його смерті у 2020 році. Спочатку Secrets планували випустити повноформатний альбом у 2020 році з цими синглами; однак після смерті Мельцера вони вирішили записати новий повноформатний альбом з 10 піснями з колишнім продюсером Томом Денні.
Secrets оголосили про підписання контракту з лейблом Velocity Records у Сан-Дієго 4 лютого 2021 року після того, як вони стали незалежним гуртом з 2019 року.
У лютому та березні 2022 року Secrets грали в турі Velocity Records Tour, хедлайнерами якого були Scary Kids Scaring Kids і D.R.U.G.S. Під час туру вони зіграли дві нові пісні з майбутнього альбому The Collapse, «Parasite» і «The Collapse».

### The Collapse(2022–дотепер)
Secrets випустили п'ятий повноформатний альбом The Collapse 10 червня 2022 року через Velocity Records. Він складається з 12 пісень, які мають важчий металкоровий напрямок порівняно з їхніми попередніми релізами. Альбом «охоплює теми тривоги, депресії, залежності, втрати та надії» і був написаний як до пандемії, так і під час пандемії. «Parasite», «The Collapse», «Falling Out» і «Get Outta My Head» вийшли як сингли. Заключний трек «Fade Away» присвячений втраті коханої людини та вшановує пам'ять Аарона Мельцера.

## Учасники гурту
Поточний склад
- Річард Роджерс — чистий вокал, ритм-гітара (2010–дотепер)
- Вейд Волтерс — екстрім-вокал (2015–дотепер), ритм-гітара (2019–дотепер),[32][33] бас (2015—2019)[34]
- Коннор Браніган — соло-гітара (2018–дотепер)[34] бас (2016—2018, 2019–дотепер,[35] як гастрольний учасник: 2014—2016), ритм-гітара (2016—2018, як гастрольний учасник: 2015—2016)
- Коннор Аллен — ударні (2019–дотепер)

Колишні учасники
- Марк Кох — бас (2010—2012), чистий вокал (2010)
- Ксандер Буржуа — екстрім-вокал (2010—2013)
- Майкл Оуенс — бас (2012—2014)
- Аарон Мелцер — екстрім-вокал (2013—2015; помер у 2020[36])
- Джо Інгліш — ударні, перкусія (2010—2016)
- Майкл Шерман — соло-гітара (2010—2018), ритм-гітара (2010)

Колишні концертні учасники
- Тім Тред — бас (2014)
- Тайр Аутербрідж — ударні, перкусія (2016—2018)

Шкала

## Дискографія

### Студійні альбоми
| Рік                                                                        | Альбом                      | Лейбл                    | Позиція у чартах | Позиція у чартах | Позиція у чартах |
| Рік                                                                        | Альбом                      | Лейбл                    | US               | US Indie         | US Heat          |
| -------------------------------------------------------------------------- | --------------------------- | ------------------------ | ---------------- | ---------------- | ---------------- |
| 2012                                                                       | The Ascent                  | Rise Records             | 185              | —                | 3                |
| 2013                                                                       | Fragile Figures             | Rise Records             | 59               | 13               | —                |
| 2015                                                                       | Everything That Got Us Here | Rise Records             | —                | 20               | —                |
| 2018                                                                       | Secrets                     | Made In The Shade (MITS) | —                | 44               | —                |
| 2022                                                                       | The Collapse                | Velocity Records         | —                | —                | —                |
| «—» показує запис, який не попав у чарти, або не виходив на цій території. |                             |                          |                  |                  |                  |

### ЕР
- Renditions (2015)

### Сингли
| Рік  | Пісня                                     | Альбом                      |
| ---- | ----------------------------------------- | --------------------------- |
| 2011 | «The Heartless Part»                      | The Ascent                  |
| 2012 | «The Oath»                                | The Ascent                  |
| 2012 | «Somewhere In Hiding»                     | The Ascent                  |
| 2012 | «Blindside»                               | The Ascent                  |
| 2012 | «Ass Back Home» (кавер Gym Class Heroes)" | Punk Goes Pop Volume 5      |
| 2013 | «Ready For Repair»                        | Fragile Figures             |
| 2013 | «Live Together, Die Alone»                | Fragile Figures             |
| 2013 | «Maybe Next May»                          | Fragile Figures             |
| 2015 | «What's Left Of Us»                       | Renditions                  |
| 2015 | «Left Behind»                             | Everything That Got Us Here |
| 2015 | «Rise Up»                                 | Everything That Got Us Here |
| 2016 | «Waste Away»                              |                             |
| 2017 | «Shape of You» (кавер на Еда Ширана)      |                             |
| 2017 | «Incredible»                              | Secrets                     |
| 2017 | «Five Years»                              | Secrets                     |
| 2018 | «3.17.16»                                 | Secrets                     |
| 2018 | «Strangers»                               | Secrets                     |
| 2019 | «My Mind, Myself & I»                     |                             |
| 2020 | «Comedown»                                |                             |
| 2020 | «Iron Hearted»                            |                             |
| 2021 | «Hold On»                                 |                             |
| 2022 | «Parasite»                                | The Collapse                |
| 2022 | «The Collapse»                            | The Collapse                |
| 2022 | «Falling Out»                             | The Collapse                |
| 2022 | «Get Outta My Head»                       | The Collapse                |

### Музичні кліпи
| Рік  | Пісня                                | Альбом                      | Режисер           |
| ---- | ------------------------------------ | --------------------------- | ----------------- |
| 2012 | «Somewhere In Hiding»                | The Ascent                  |                   |
| 2012 | «The Oath»                           | The Ascent                  |                   |
| 2012 | «Blindside»                          | The Ascent                  |                   |
| 2013 | «Ready For Repair»                   | Fragile Figures             |                   |
| 2013 | «Live Together, Die Alone»           | Fragile Figures             |                   |
| 2013 | «How We Survive»                     | Fragile Figures             |                   |
| 2014 | «Maybe Next May»                     | Fragile Figures             |                   |
| 2014 | «Dance of the Dead»                  | Fragile Figures             |                   |
| 2015 | «Rise Up»                            | Everything That Got Us Here |                   |
| 2017 | «Shape of You» (кавер на Еда Ширана) |                             |                   |
| 2017 | «Incredible»                         | Secrets                     | Джейкоб Оуенс     |
| 2017 | «Five Years»                         | Secrets                     | Метіс Арнел       |
| 2018 | «3.17.16»                            | Secrets                     | Томас Ельвенстайн |
| 2018 | «Strangers»                          | Secrets                     | Томас Ельвенстайн |
| 2018 | «Fourteen»                           | Secrets                     | Томас Ельвенстайн |
| 2018 | «Sixteen»                            | Secrets                     | Томас Ельвенстайн |
| 2019 | «The End»                            | Secrets                     |                   |
| 2019 | «My Mind, Myself & I»                |                             | Томас Ельвенстайн |
| 2020 | «Comedown»                           |                             | Томас Ельвенстайн |
| 2020 | «Iron Hearted»                       |                             |                   |
| 2021 | «Hold On»                            |                             |                   |
| 2022 | «Parasite»                           | The Collapse                | Томас Ельвенстайн |
| 2022 | «The Collapse»                       | The Collapse                |                   |
| 2022 | «Falling Out»                        | The Collapse                |                   |
| 2022 | «Get Outta My Head»                  | The Collapse                | Томас Ельвенстайн |